# Tetegawai Ehomo
Tetegawai Ehomo is een bestuurslaag in het regentschap Nias Selatan van de provincie Noord-Sumatra, Indonesië. Tetegawai Ehomo telt 864 inwoners (volkstelling 2010).